# Sigmundstor, Salzburg

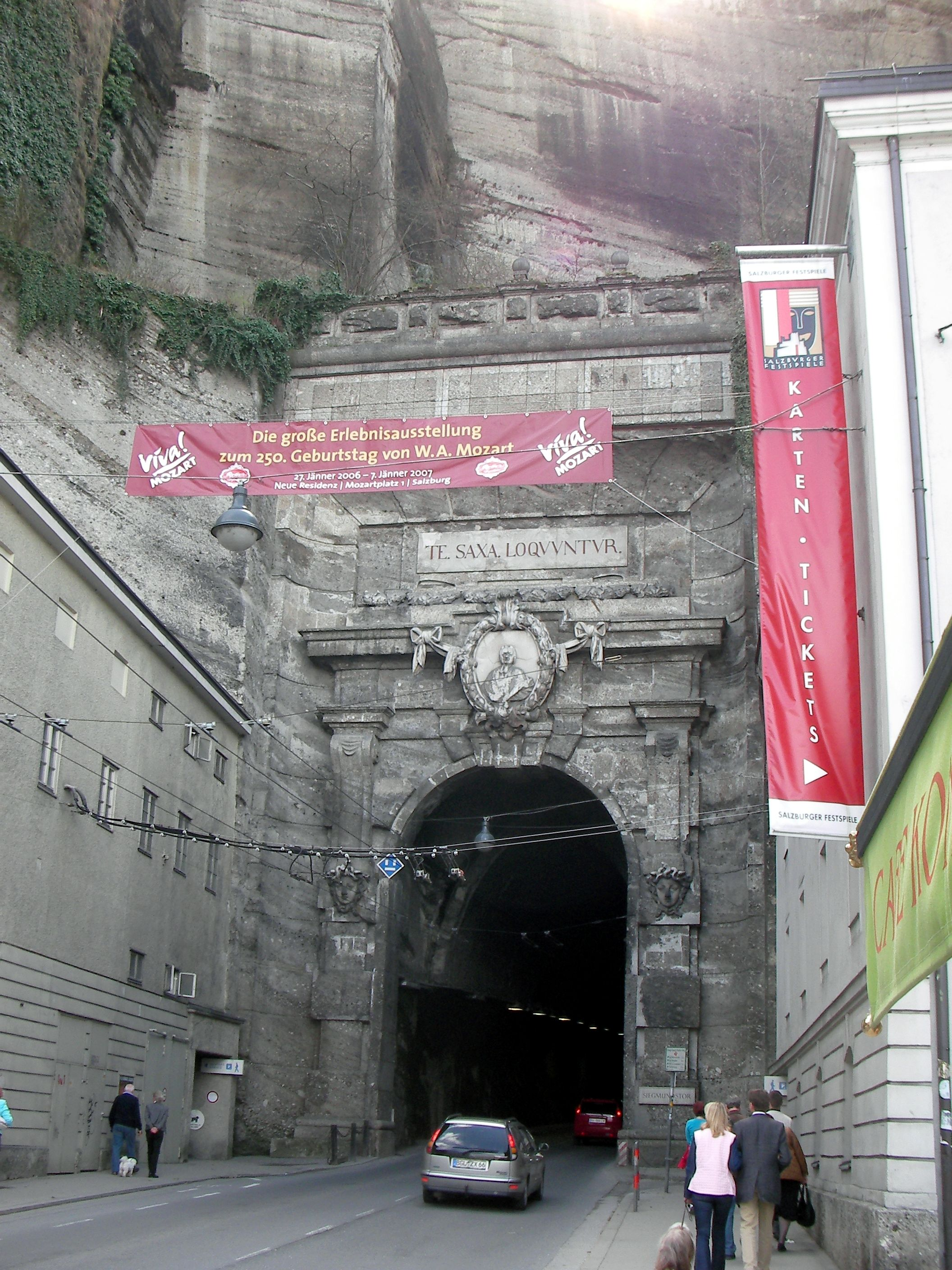
Sigmundstors portal sedd från medeltidsstaden.

Sigmundstor (Sigmundsport), i folkmun endast kallat Neutor (Nyport), är en tunnel i den österrikiska staden Salzburg, som uppfördes på 1700-talet. Den förbinder Salzburgs Altstadt med stadsdelen Riedenburg genom berget Mönchsberg, och är 131 meter lång. Sigmundstor är den äldsta vägtunneln i det nuvarande Österrike, och var tidigare också en av Salzburgs historiska stadsportar. Under åren 1916 till 1940 passerades den dessutom av Salzburgs spårvagnstrafik.